# Puchar Narodów Afryki 2019 (kwalifikacje)/Grupa B
W grupie B eliminacji Pucharu Narodów Afryki 2019 grają:
- Kamerun
- Maroko
- Malawi
- Komory

## Tabela
| Msc. | Zespół      | M | W | R | P | Br+ | Br- | +/- | Pkt |
| ---- | ----------- | - | - | - | - | --- | --- | --- | --- |
| 1    | Maroko (A)  | 6 | 3 | 2 | 1 | 8   | 3   | +5  | 11  |
| 2    | Kamerun (A) | 6 | 3 | 2 | 1 | 6   | 3   | +3  | 11  |
| 3    | Malawi      | 6 | 1 | 2 | 3 | 2   | 6   | -4  | 5   |
| 4    | Komory      | 6 | 1 | 2 | 3 | 5   | 9   | -4  | 5   |

|         | Kamerun | Malawi | Maroko | Komory |
| ------- | ------- | ------ | ------ | ------ |
| Kamerun | X       | 1:0    | 1:0    | 3:0    |
| Malawi  | 0:0     | X      | 0:0    | 1:0    |
| Maroko  | 2:0     | 3:0    | X      | 1:0    |
| Komory  | 1:1     | 2:1    | 2:2    | X      |

## Wyniki

### Kolejka 1
| 10 czerwca 2017 14:30 CET | Malawi · Phiri Jr. 32' | 1:0(1:0)Raport | Komory | Kamuzu Stadium, Blantyre Sędzia: Denis Dembélé |
|                           |                        |                |        |                                                |

| 10 czerwca 2017 16:00 CET | Kamerun · Aboubakar 29' | 1:0(1:0)Raport | Maroko | Stade Ahmadou Ahidjo, Jaunde Sędzia: Bamlak Tessema Weyesa |
|                           |                         |                |        |                                                            |

### Kolejka 2
| 8 września 2018 14:00 CET | Komory · Ben Nabouhane 15' | 1:1(1:0)Raport | Kamerun · Bandeken 80' | Stade Mohamed Said Cheikh, Mitsamiouli Sędzia: Gehad Zaglol Grisha |
|                           |                            |                |                        |                                                                    |

| 8 września 2018 22:00 CET | Maroko · Ziyech 3' · En-Nesyri 42', 78' | 3:0(2:0)Raport | Malawi | Stade Mohamed V, Casablanca Sędzia: Jean-Jacques Ndala Ngambo |
|                           |                                         |                |        |                                                               |

### Kolejka 3
| 12 października 2018 16:30 CET | Kamerun · Choupo-Moting 63' | 1:0(0:0)Raport | Malawi | Stade Ahmadou Ahidjo, Jaunde Sędzia: Youssef Essrayri |
|                                |                             |                |        |                                                       |

| 13 października 2018 20:00 CET | Maroko · Fajr 90+4' (k.) | 1:0(0:0)Raport | Komory | Stade Mohamed V, Casablanca Sędzia: Ali Lemghaifry |
|                                |                          |                |        |                                                    |

### Kolejka 4
| 16 października 2018 14:00 CET | Komory · Ben Nabouhane 7', 90+2' | 2:2(1:0)Raport | Maroko · Boutaïb 53' · Amrabat 62' | Stade Mohamed Said Cheikh, Mitsamiouli Sędzia: Davies Omweno |
|                                |                                  |                |                                    |                                                              |

| 16 października 2018 14:30 CET | Malawi | 0:0(0:0)Raport | Kamerun | Kamuzu Stadium, Blantyre Sędzia: Victor Gomes |
|                                |        |                |         |                                               |

### Kolejka 5
| 16 listopada 2018 20:00 CET | Maroko · Ziyech 54' (k.), 66' | 2:0(0:0)Raport | Kamerun | Stade Mohamed V, Casablanca Sędzia: Eric Otogo-Castane |
|                             |                               |                |         |                                                        |

| 17 listopada 2018 13:00 CET | Komory · Ben Nabouhane 2' · Chamed 67' | 2:1(1:0)Raport | Malawi · P. Phiri 65' | Stade de Moroni, Moroni Sędzia: Louis Hakizimana |
|                             |                                        |                |                       |                                                  |

### Kolejka 6
| 22 marca 2019 14:00 CET | Malawi | 0:0(0:0)Raport | Maroko | Kamuzu Stadium, Blantyre Sędzia: Hélder Martins de Carvalho |
|                         |        |                |        |                                                             |

| 23 marca 2019 16:00 CET | Kamerun · Choupo-Moting 37' · Bassogog 53' · N’Jie 89' | 3:0(1:0)Raport | Komory | Stade Omnisports, Jaunde Sędzia: Bakary Gassama |
|                         |                                                        |                |        |                                                 |

## Strzelcy
4 gole
- El Fardou Ben Nabouhane

3 gole
- Hakim Ziyech

2 gole
- Éric Maxim Choupo-Moting
- Youssef En-Nesyri

1 gol
- Vincent Aboubakar
- Henri Bandeken
- Christian Bassogog
- Clinton N’Jie
- Nasser Chamed
- Gerald Phiri Jr.
- Patrick Phiri
- Nordin Amrabat
- Khalid Boutaïb
- Fayçal Fajr